# Parafernalier
Parafernalier eller paraphernalia (bona paraphernalia), latin av grekiska paraferna, av para, bredvid, och ferne, hemgift, det vill säga vad en furstes maka för med sig i boet förutom hemgiften och som är uteslutande hennes egendom, som till exempel utstyrselartiklar och klenoder.
I allmännare mening begagnas detta uttryck, särskilt i engelskan, för prålande utstyrsel, bjäfs och grannlåter över huvud taget.
I vissa sammanhang används ordet i betydelsen "tillbehör", jfr engelskans "drug paraphernalia".